# Glaciärmartorn
Glaciärmartorn (Eryngium glaciale) är en växtart i släktet martornar och familjen flockblommiga växter. Den beskrevs av Pierre Edmond Boissier 1838.
Glaciärmartornen är en perenn ört som förekommer i Sierra Nevada i södra Spanien och Rifbergen i Marocko. Den odlas även som prydnadsväxt.